# 16 mai 2010
Le dimanche 16 mai 2010 est le 136e jour de l'année 2010.

## Décès
- Cristiano Grottanelli (né le 2 août 1946), historien de la religion italien
- Hank Jones (né le 31 juillet 1918), pianiste de jazz américain
- Jean Hébert (né le 15 mars 1925), pilote et copilote de rallye français
- John Ronald Brown (né le 14 juillet 1922), chirurgien américain
- Khattiya Sawasdiphol (né le 2 juin 1951), général Thaïlandais
- Oswaldo López Arellano (né le 30 juin 1921), militaire hondurien
- Philippe Bertrand (né le 21 avril 1949), illustrateur français
- Ronnie James Dio (né le 10 juillet 1942), chanteur américain
- Vittorio Ghiandi (né le 1 janvier 1927), footballeur italien

## Événements
- élections sénatoriales, législatives et municipales dominicaines de 2010
- Clotilde Reiss est de retour en France au lendemain de sa libération par les autorités iraniennes[1].
- Sortie du film documentaire danois Armadillo
- Début de Check It Out! with Dr. Steve Brule
- Fin de la télénovéla Hasta que el dinero nos separe
- Sortie du film français L'Autre Monde
- Miss USA 2010
- Episode Mon voisin le Bob des Simpsonq
- Création du parti politique Régions unies de Serbie
- Fin de la saison 4 de Brothers and Sisters
- Fin de la saison 6 d'American Dad!
- Fin de la saison 6 de Desperate Housewives
- Fin de la série The Pacific

- 8e étape du Tour d'Italie 2010
- Fin du championnat d'Écosse de football D2 2009-2010
- Fin du championnat d'Espagne de football 2009-2010
- Fin du championnat d'Italie de football 2009-2010
- Fin du championnat de Serbie de football 2009-2010
- Fin du championnat de Suisse de football 2009-2010
- Fin du championnat des Émirats arabes unis de football 2009-2010
- Fin du championnat du Danemark de football 2009-2010
- Fin du championnat du monde de badminton par équipes féminines 2010
- Fin du championnat du monde de badminton par équipes masculines 2010
- Fin de la Coupe CERS 2009-2010
- Fin de la Coupe d'Ukraine de football 2009-2010
- Fin de la Coupe de Russie de football 2009-2010
- Grand Prix automobile de Monaco 2010
- Début du tour de Californie 2010
- Fin du tournoi de tennis de Madrid (ATP 2010)
- Fin du Tournoi de tennis de Madrid (WTA 2010)
- Début de l'Open de Nice 2010